# Adeonella inaequalis
Adeonella inaequalis är en mossdjursart som beskrevs av Campbell Easter Waters 1912. Adeonella inaequalis ingår i släktet Adeonella och familjen Adeonellidae. Inga underarter finns listade i Catalogue of Life.